# Demografía de la República Dominicana

## Historia demográfica
El primer censo de población dominicano fue realizado el año 1920.
| Año del censo                            | Población total (Habitantes) |
| ---------------------------------------- | ---------------------------- |
| Censo de la República Dominicana de 1920 | 894 652                      |
| Censo de la República Dominicana de 1935 | 1 479 417                    |
| Censo de la República Dominicana de 1950 | 2 135 872                    |
| Censo de la República Dominicana de 1960 | 3 047 070                    |
| Censo de la República Dominicana de 1970 | 4 009 458                    |
| Censo de la República Dominicana de 1981 | 5 545 741                    |
| Censo de la República Dominicana de 1993 | 7 293 390                    |
| Censo de la República Dominicana de 2002 | 8 562 541                    |
| Censo de la República Dominicana de 2010 | 9 378 818                    |
| Censo de la República Dominicana de 2022 | 10 760 028                   |

- Censo dominicano de 1847[cita requerida]

## Datos generales
Aproximadamente el 26 % de los dominicanos viven en áreas rurales. Muchos de ellos son dueños de pequeñas porciones de terreno. El español es el idioma principal entre la mayoría de la población. Los haitianos son el grupo minoritario más grande, unos 500 000 (o 6% de la población) de acuerdo con Human Rights Watch. Muchos de los haitianos son inmigrantes indocumentados y algunos son inmigrantes documentados, los cuales han procreado hijos en República Dominicana reconocidos por el estado, según las leyes vigentes hasta el año 2010, ¨siempre que los mismos dispongan de residencia legal en el país¨. Hay libertad de culto y todas las religiones son toleradas; la religión del estado es la católica.
Según el censo de julio del 2000, hay en 8.442.533 habitantes.
El 34% de la población tiene hasta 14 años (1.486.902 personas del sexo masculino y 1.422.977 del femenino), el 61% por personas entre 15 y 64 años de edad (2.609.934 del sexo masculino y 2.518.330 del femenino); y el 5% restante por personas de más de 65 años (de las que 192.254 son del sexo masculino y 212.136 del femenino).
La tasa de crecimiento de la población es del 1,64% anual, y la tasa de natalidad es de 25,15 nacimientos por cada mil habitantes. 
Para el año 2007, la proporciones eran las siguientes:
Población:  Archivado el 13 de febrero de 2016 en Wayback Machine.
9.365.818 (julio de 2007 est.)
Hombres: 4.752.171
Mujeres: 4.613.647
Población por edades:

0-14 años:
32,1% (varones 1.532.813 , mujeres 1.477.033)

15-64 años:
62,2% (varones 2.971.620 , mujeres 2.851.207)

65 años y más:
5,7% (varones 247.738 , mujeres 285.407) (2007 est.)
Tasa de crecimiento de la población:
1.5% (2007 est.)
Tasa de natalidad:
22,91 nacimientos/1.000 personas (2007 est.) 
Tasa de mortalidad:
5,32 muertes/1.000 personas (2007 est.) 
Tasa de migración neta:  Archivado el 13 de febrero de 2016 en Wayback Machine.
-2,59 migrante(s)/1.000 personas (2007 est.)
Proporción de hombres y mujeres:

al nacer:
1,04 hombres/mujeres

menor de 15 años:
1,03 hombres/mujeres

15-64 años:
1,04 hombres/mujeres

65 años y más:
0,68 hombres/mujeres

población total:
1,03 hombres/mujeres (2007 est.)
Tasa de mortalidad infantil:
27,94 defunciones/1.000 nacimientos vivos (2007 est.)
Esperanza de vida al nacer:

Población Total:
73,07 años

hombres:
71,34 años

mujeres:
74,87 años (2007 est.)
Tasa de fertilidad total:
2,81 hijos(as) por mujer (2007 est.)
Nacionalidad:

nombre:
Dominicano(a)

Adjetivo:
Dominicano(a)
Raza y  etnias
El último censo en preguntar sobre el color y raza en República Dominicana fue el de 1960. El censo de 1981 incluía la valoración subjetiva del empadronador (persona que toma los datos sobre el mismo censo) sobre el origen dominicano o haitiano "de acuerdo a las características físicas y acento al hablar." 
Varias encuestas informales dan diversos resultados. La encuesta realizada por el Fondo de Población de las Naciones Unidas (UNFPA) en República Domincana denotó que el 45% de los encuestados se declaraban indio (multiracial), 33% Afrodescendiente y 18% de blancos. La  Encuesta Latin American Public Opinion Project de 2006 arrojó que el 67% se declaraba multiracial (mulato e indio), el 18% negro y el 13.6%, blanco. Estos últimos resultados son bastante parecidos a los del Censo Nacional de Población y Vivienda de 1950.
Religiones:
Católicos: 69%, Protestantes tradicionales y evangélicos, 18% y otros o ninguna: 13%. 
Idiomas:
Español (oficial)
Alfabetismo: 94% en 2016.
1. ↑  «La población dominicana es de 9,3 millones de personas». eldia.com.do. 8 de marzo de 2011. Consultado el 22 de enero de 2020.
2. ↑  «8 censos de población en 90 años en República Dominicana». hoy.com.do. 21 de noviembre de 2010. Consultado el 22 de enero de 2020.
3. ↑  «Report on the Situation of Human Rights in the Dominican Republic, OAS». Consultado el 31 de diciembre de 2015. (requiere suscripción). «137».
4. 1 2  Oficina Nacional de Estadística de República Dominicana. «La variable étnico racial en los censos de población en la República Dominicana». Consultado el 22 de enero de 2025.
5. ↑  «Religion and Law Consortium: A Research Forum for Legal Developments on International Law and Religion or Belief Topics». original.religlaw.org. Consultado el 22 de enero de 2025.

- Listin Diario. «Herencia racial dominicana». Archivado desde el original el 6 de marzo de 2016. Consultado el 24 de mayo de 2010.